# Chiroteuthis imperator
Chiroteuthis imperator is een inktvis uit de familie Chiroteuthidae. De wetenschappelijke naam werd gepubliceerd in 1908 door Chun.

## Kenmerken
De soort heeft een dun cilindrisch lichaam met lange zweepachtige vangarmen. Deze zijn wel zes keer zo lang als het lijf zelf.
Hij komt voor in de zeeën van het Indo-pacifïsche gebied.